# James Darcy Freeman
James Darcy Freeman, né le 19 novembre 1907 à Sydney en Australie et mort le 16 mars 1991 dans cette même ville, est un cardinal australien, archevêque de Sydney de 1971 à 1983. 

## Biographie

### Prêtre
James Darcy Freeman est ordonné prêtre le 13 juillet 1930 pour le diocèse de Sydney. 
Il exerce divers ministères paroissiaux avant de devenir secrétaire particulier de l'archevêque de Sydney.

### Évêque
Nommé évêque auxiliaire de Sydney, avec le titre d'évêque in partibus d'Hermopolis Parva (de), le 9 décembre 1956, il est consacré le 24 janvier 1957 par le cardinal Norman Gilroy. 
Il devient évêque d'Armidale le 18 octobre 1968 puis archevêque de Sydney le 9 juillet 1971. Il se retirera de cette charge 22 ans plus tard, le 12 février 1983.

### Cardinal
Il est créé cardinal par le pape Paul VI lors du consistoire du 5 mars 1973, avec le titre de cardinal-prêtre de S. Maria “Regina Pacis” in Ostia mare.

## Distinctions
- Chevalier commandeur de l'Ordre de l'Empire britannique (KBE) (1977)[1]